# Paradosso di Olbers

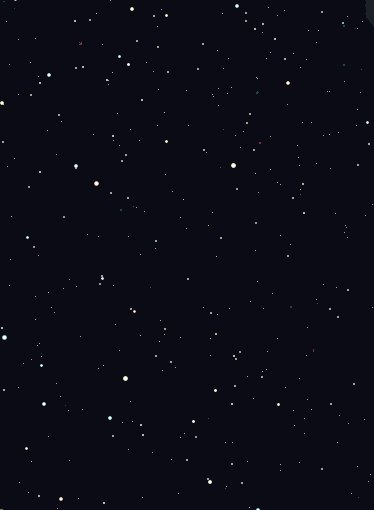
Perché il cielo notturno è buio?

Animazione dell'effetto del paradosso di Olbers

Il paradosso di Olbers ha il seguente enunciato: come è possibile che il cielo notturno sia buio nonostante l'infinità di stelle presenti nell'universo?
Prende il suo nome dall'astronomo tedesco Heinrich Wilhelm Olbers, che lo propose nel 1826. In realtà, era già stato descritto da Keplero nel 1610, da Richard Bentley, in un carteggio con Isaac Newton, e dagli astronomi Edmond Halley e Jean-Philippe de Cheseaux nel XVIII secolo.

## Termini del paradosso

### Presupposti cosmologici
I presupposti di base perché il paradosso sia tale sono:
- che l'universo abbia estensione infinita;
- che l'universo esista da infinito tempo e sia immutabile;
- che l'universo sia omogeneo e isotropo, ovvero le stelle siano disposte in modo uniforme nello spazio

Questi punti erano tacitamente accettati dalla cosmologia in auge fino all'inizio del XX secolo. 

### Ipotesi che risolvono il paradosso
Due ipotesi possono spiegare il paradosso:
- l'universo esiste da un tempo finito;
- l'universo è in continua espansione.

Nella prima ipotesi, la luce di stelle lontane non è ancora arrivata a noi. Potenzialmente in futuro tenderà a verificarsi la condizione espressa dal paradosso. Ci sono tuttavia diversi elementi che indicano che l'universo non sia giovane: la sua età stimata oscilla tra i 13 e i 16 miliardi di anni a seconda del valore dato alla costante di Hubble.
Nella seconda ipotesi, le stelle si allontanano dalla Terra sempre di più e la luce da loro emessa nel visibile si sposta nell'infrarosso, come dimostra il redshift cosmologico, e quindi la condizione del paradosso non si verificherà mai.

### Effetti
In una situazione come quella proposta, se un osservatore punta lo sguardo in una direzione qualunque del cielo, potrà guardare nello spazio tra le stelle riconoscibili, ma ci saranno altre stelle più lontane e così di seguito, fino a che, nella direzione puntata dallo sguardo, inevitabilmente incontrerà la luminosissima superficie di una stella. Per questo motivo, l'intero cielo dovrebbe brillare con la stessa intensità della superficie stellare e lo stesso Sole non si distinguerebbe dallo sfondo.
L'obiezione più ovvia è che le stelle più lontane appaiono meno luminose. Ma tale punto in questo caso risulta inefficace.
Infatti, la diffusione della luce da un punto centrale ha andamento sferico, per cui, come per tutte le onde di questo tipo, l'irraggiamento, ovvero l'energia ricevuta per unità di superficie (supponiamo l'occhio dell'osservatore) a una distanza r è inversamente proporzionale al quadrato di r.
{\displaystyle I={\frac {I'}{r^{2}}}}
Poiché è imposta come condizione l'omogeneità del cosmo, ovvero che su ogni strato sferico concentrico alla Terra le stelle siano presenti con densità costante D, possiamo affermare che la quantità di sorgenti luminose su uno strato sferico di raggio r è proporzionale al quadrato di r, secondo la formula dell'area della sfera:
{\displaystyle N=D\cdot 4\cdot \pi \cdot r^{2}}
Per calcolare la quantità di luce ricevuta da uno strato sferico di diametro r arbitrario, moltiplichiamo il numero di stelle presenti per l'intensità pesata di ciascuno:
{\displaystyle I={\frac {I'}{r^{2}}}\cdot D\cdot 4\cdot \pi \cdot r^{2}=I'\cdot D\cdot 4\cdot \pi }
Come si può osservare, dopo la semplificazione di r risulta che la luminosità d'irraggiamento dipende esclusivamente dalla densità di stelle e dalla loro luminosità assoluta.
Se ora si sommano tutti i contributi per gli infiniti strati sferici concentrici di un universo infinitamente esteso, si ottiene che la luce totale deve essere di intensità addirittura infinita. Il fatto che la notte sia buia, ovvio per il senso comune, è in netto contrasto con la concezione cosmologica di un universo infinito statico.

## Soluzioni proposte
Diversi sono stati i tentativi di risolvere la questione.
Per molto tempo si è ritenuto che l'estensione del cosmo fosse limitata e che tra le stelle si intravedesse uno sfondo scuro. Questa ipotesi presume naturalmente di essere al centro dell'universo, ed è stata resa obsoleta dal crollo filosofico del geocentrismo.
Nel Seicento si è ipotizzata la presenza di nubi interstellari di polvere presenti nello spazio vuoto che oscurano le stelle lontane. Questa soluzione non regge a un'analisi termodinamica, in quanto la radiazione assorbita scalderebbe la materia fino a farle riemettere la stessa quantità di luce (radiazione di corpo nero). Lo stesso Olbers si era orientato verso questa soluzione erronea.
Un'ulteriore possibilità è che la velocità della luce sia limitata e l'universo esista da un tempo limitato. In realtà la velocità della luce era già approssimativamente nota dal XVII secolo, in base alle misurazioni di Ole Rømer, ma questa soluzione, stranamente, non fu mai molto considerata.
Una possibilità puramente statistica è che l'universo visibile abbia una distribuzione frattale, con dimensione frattale inferiore a 2. In questo modo, il limite per r → ∞ tenderebbe comunque a un numero finito.

### Soluzione moderna
Nel 1929 l'astronomo statunitense Edwin Hubble scoprì che l'universo attuale si sta espandendo (l'evoluzione temporale di un universo omogeneo e isotropo come il nostro era già stata prevista da Aleksandr Aleksandrovič Friedman). La radiazione visibile emessa dalle stelle, viaggiando in uno spaziotempo che si espande, diventa infrarossa per effetto del redshift (o spostamento verso il rosso).
Oltre che dalle stelle, il cielo è illuminato dalla radiazione cosmica di fondo. È sempre il redshift a spostarla, stavolta dal visibile alle microonde.
Solo un numero limitato di stelle riesce a inviarci luce nel visibile e quindi il cielo ci appare nero.
Grazie al redshift, anche in un universo infinito e con età infinita non avremmo il paradosso. Cade definitivamente la possibilità di un universo statico.